# Alexandre von Baumgarten
Alexandre von Baumgarten (São Paulo, 21 de setembro de 1930 — Rio de janeiro, 25 de outubro de 1982) foi um escritor e jornalista brasileiro, assassinado em 1982 em condições misteriosas.

## Biografia
Alexandre von Baumgarten foi agente do Serviço Nacional de Informações (SNI), o cérebro da polícia política da ditadura militar. Havia escrito o livro Yellow Cake, supostamente de ficção, sobre uma operação de tráfico de urânio a partir do Brasil para o Oriente Médio. O livro foi publicado em 1985 como um encarte especial na revista Status, da Editora Três. Do manuscrito original, algumas páginas desapareceram após a morte do autor. Yellowcake é um material composto de urânio, já livre de impurezas, que serve para fins de produção de energia nuclear, obtendo nesse processo entre 70 % e 80 % de óxido de urânio. O livro detalha a operação clandestina, executada pelo então governador Paulo Maluf e por oficiais do SNI, para contrabandear yellowcake para o Iraque. Apesar de conter elementos de ficção, a história é inteiramente baseada em fatos verídicos.

## Morte
Alexandre von Baumgarten, a esposa Janete Hansen e o barqueiro Manoel Valente foram sequestrados na Praça XV, no Rio de Janeiro, e executados em alto-mar. O corpo de Alexandre foi encontrado na Praia da Macumba no Recreio dos Bandeirantes, com três tiros na cabeça e um no abdômen, no dia 25 de outubro de 1982. A esposa Janete Hansen e o barqueiro Manoel Valente desapareceram. Dois corpos carbonizados, apontados como sendo de Janete Hansen e do barqueiro Manoel Valente, localizados em Teresópolis, não foram identificados pelo Instituto Médico Legal. O apartamento onde Alexandre von Baumgarten morava, na Rua Paul Redfern, 20, em Ipanema, pertencia ao proprietário do Grupo Delfin, Ronald Levinsohn. Um dos expedientes usados por Ronald para cultivar amizades, sobretudo de jornalistas, era a cessão de apartamentos e de casas em condições especiais de financiamento e de aluguel. Dois dias antes de morrer, Alexandre von Baumgarten compôs um dossiê que envolvia membros do SNI em um plano para assassiná-lo. O dossiê foi divulgado na revista Veja uma semana após a intervenção federal nas sociedades de crédito imobiliário do Grupo Delfin.
O ex-delegado do Departamento de Ordem Política e Social (DOPS) do Espírito Santo, Cláudio Guerra, no livro Memórias de uma Guerra Suja, revela que foi encarregado inicialmente do assassinato de Alexandre von Baumgarten. O plano era simular uma morte natural, aplicando em Alexandre von Baumgarten uma injeção letal. A perícia, combinada, apontaria como causa da morte um infarto agudo do miocárdio. A ordem de matar Alexandre von Baumgarten partiu da Agência Central do SNI, em Brasília, chefiada pelo general Newton Cruz. Cláudio Guerra foi escalado para o assassinato pelos seus dois chefes diretos, o coronel Freddie Perdigão, do SNI, e o comandante Antônio Vieira, do Centro de Informações da Marinha (CENIMAR).
Depois de duas tentativas mal sucedidas, o coronel do Exército Brasileiro Freddie Perdigão informou ao ex-delegado Cláudio Guerra que a operação seria feita por outros agentes e pelo médico Amílcar Lobo. Um informe interno do Centro de Informações do Exército, de 14 de outubro de 1982, dizia que José Brant Teixeira ("Doutor Cesar") tinha comandado uma operação do Garra, braço armado das ações clandestinas do SNI, que resultou na morte de Alexandre von Baumgarten. Alexandre von Baumgarten e a esposa Janete Hansen foram capturados na região serrana do Rio de Janeiro. Os assassinos de Alexandre von Baumgarten levaram a vítima para alto-mar. A função do médico Amílcar Lobo era fazer uma incisão no abdômen para liberar gases e evitar que o corpo boiasse, mas o corpo apareceu na praia.

## Dossiê Baumgarten
No chamado Dossiê Baumgarten, dois oficiais do SNI, os coronéis Ary Pereira de Carvalho e Ary de Aguiar Freire, foram acusados de terem participado da reunião em que foi decidida a morte de Alexandre von Baumgarten. A participação de oficiais do SNI e de Ronald Levinsohn no assassinato nunca foi comprovada, apesar de ser bem possível e provável.

## Processo contra o General Newton Cruz
A investigação sobre a morte de Alexandre von Baumgarten foi baseada no testemunho do bailarino Jiló. Embora sofresse de problemas visuais, Polila declarou ter presenciado o sequestro de Alexandre von Baumgarten, de sua mulher, Janete Hansen, e do barqueiro Manoel Valente. Essa versão foi alimentada pela imprensa e pela polícia na época e o General Newton Cruz foi absolvido em 1992.

## Operação O Cruzeiro
O Cruzeiro, editada pelos Diários Associados, do jornalista Assis Chateaubriand, circulou de 1928 a 1975. Alexandre von Baumgarten buscou relançar o título da revista de mesmo nome para criar uma corrente de opinião pública favorável à ditadura militar. Alexandre von Baumgarten adquiriu os direitos do título da revista em 1979 e possuía um contrato de publicidade com a Capemi (Caixa de Pecúlios, Pensões e Montepios Beneficente) no valor de Cr$ 12 milhões. Outros anunciantes: Prefeitura de Santos em 1981 (que possuía um prefeito nomeado pela ditadura militar chamado Paulo Gomes Barbosa), Nuclebrás, Pró-álcool, Superintendência da Zona Franca de Manaus, Superintendência do Desenvolvimento do Nordeste (Sudene), Embraer, Empresa Brasileira de Correios e Telégrafos.
A Capemi (Caixa de Pecúlios, Pensões e Montepios Beneficente) foi proprietária da Agropecuária Capemi, contratada pelo Instituto Brasileiro de Desenvolvimento Florestal (IBDF) para extrair e comercializar toda a madeira da área que seria inundada com a construção da Usina Hidrelétrica de Tucuruí em 1975. A represa causou desastre ambiental, causando o fenômeno da eutrofização, que é a liberação do dióxido de carbono e do metano devido à decomposição do material orgânico inundado. O contrato entre a Agropecuária Capemi e o Instituto Brasileiro de Desenvolvimento Florestal (IBDF) foi cancelado em março de 1983. A Usina Hidrelétrica de Tucuruí foi construída para preparar a infraestrutura energética necessária para subsidiar o polo mineral e metalúrgico que seria instalado no Pará (Albras, Alunorte e Vale S.A.) e no Maranhão (Alumar e Alcoa) durante a ditadura militar.

## Yellow Cake
Segundo a novela Yellow Cake, de Alexandre von Baumgarten, era feita a venda ilegal de urânio extraído do Brasil para reabastecer os reatores nucleares iraquianos. O Brasil vendeu 27 toneladas de yellowcake para o regime de Saddam Hussein através do Serviço Nacional de Informações (SNI), com a participação do proprietário da fábrica de material bélico Engesa, José Luiz Whitaker Ribeiro, e do então governador Paulo Maluf. O yellowcake é a primeira fase de beneficiamento do urânio, fundamental para a produção do combustível das usinas nucleares, ou do plutônio, essencial para a bomba atômica, mas geralmente é utilizado em equipamentos médicos. O negócio foi confirmado em 1991, depois da Guerra do Golfo, quando inspetores da Organização das Nações Unidas descobriram o arsenal iraquiano.
Segundo a novela Yellow Cake, o General Otávio Aguiar de Medeiros, do Serviço Nacional de Informações (SNI), foi um agente do Mossad no Brasil. Pouco depois de Israel bombardear o canteiro de obras de um reator nuclear, bem como uma central de pesquisas no Iraque, na madrugada de 7 de junho de 1981, o General Otávio Aguiar de Medeiros embarcou para Paris, onde teve uma reunião com militares israelenses.
A partir da década de 1970, durante o Governo Ernesto Geisel (1974-1979), o Iraque foi visto como um aliado estratégico do Brasil. Aquele país do Oriente Médio chegou a trocar petróleo por frango congelado e por carros de combate EE-9 Cascavel e EE-11 Urutu. Em um jantar no Lago Sul, em 1982, em Brasília, representantes de Saddam Hussein, empresários e diplomatas brasileiros articularam não só cooperação na área nuclear, mas também nas áreas científica e tecnológica. Empresas como a Odebrecht (atual OEC), Camargo Corrêa e Mendes Júnior se instalaram em Bagdá com operários, administradores e engenheiros. O tema está documentado nos livros Histórias Secretas do Brasil Nuclear e Brasil, a Bomba Oculta, este último lançado também na Alemanha pelo Instituto de Análises Estratégicas (Institut für Strategieanalysen), da jornalista Tania Malheiros.